# Glandes péribuccales
 (novembre 2020).
La mise en forme du texte ne suit pas les recommandations de Wikipédia : il faut le « wikifier ».
Les points d'amélioration suivants sont les cas les plus fréquents :
- Les titres sont pré-formatés par le logiciel. Ils ne sont ni en capitales, ni en gras.
- Le texte ne doit pas être écrit en capitales (les noms de famille non plus), ni en gras, ni en italique, ni en « petit »…
- Le gras n'est utilisé que pour surligner le titre de l'article dans l'introduction, une seule fois.
- L'italique est rarement utilisé : mots en langue étrangère, titres d'œuvres, noms de bateaux, etc.
- Les citations ne sont pas en italique mais en corps de texte normal. Elles sont entourées par des guillemets français : « et ».
- Les listes à puces sont à éviter, des paragraphes rédigés étant largement préférés. Les tableaux sont à réserver à la présentation de données structurées (résultats, etc.).
- Les appels de note de bas de page (petits chiffres en exposant, introduits par l'outil «  Source ») sont à placer entre la fin de phrase et le point final[comme ça].
- Les liens internes (vers d'autres articles de Wikipédia) sont à choisir avec parcimonie. Créez des liens vers des articles approfondissant le sujet. Les termes génériques sans rapport avec le sujet sont à éviter, ainsi que les répétitions de liens vers un même terme.
- Les liens externes sont à placer uniquement dans une section « Liens externes », à la fin de l'article. Ces liens sont à choisir avec parcimonie suivant les règles définies. Si un lien sert de source à l'article, son insertion dans le texte est à faire par les notes de bas de page.
- La présentation des références doit suivre les conventions bibliographiques. Il est recommandé d'utiliser les modèles {{Ouvrage}}, {{Chapitre}}, {{Article}}, {{Lien web}} et/ou {{Bibliographie}}. Le mode d'édition visuel peut mettre en forme automatiquement les références.
- Insérer une infobox (cadre d'informations à droite) n'est pas obligatoire pour parachever la mise en page.

Pour une aide détaillée, merci de consulter Aide:Wikification.
Si vous pensez que ces points ont été résolus, vous pouvez retirer ce bandeau et améliorer la mise en forme d'un autre article.

Les glandes péri-buccales des Araignées, appelées aussi glandes maxillo-labiales, sont des organes sécréteurs localisés à la surface des lames maxillaires et de la lèvre inférieure.

## Introduction
Désignées par Legendre (1953), sous le nom de “plages glandulaires hypodermiques”, elles se présentent comme des épaississements tégumentaires localisés dans l'épiderme ("hypoderme") des lames maxillaires ou gnathocoxes et la lèvre inférieure ou labium dans le genreTegenaria. Ces structures existent en fait chez toutes les Araignées,. Elles ne doivent pas être confondues avec les glandes gnathocoxales ou "salivaires" sous-jacentes (Fig.1).

## Structure histologique
Ces épaississements  ont un aspect en “bourrelet “ ou en “coussinet” dans les coupes histologiques ; ils s’y montrent constitués par de longues cellules épithéliales prismatiques se disposant en “palissade” (Fig.1) et recouvertes par une cuticule d’aspect strié.

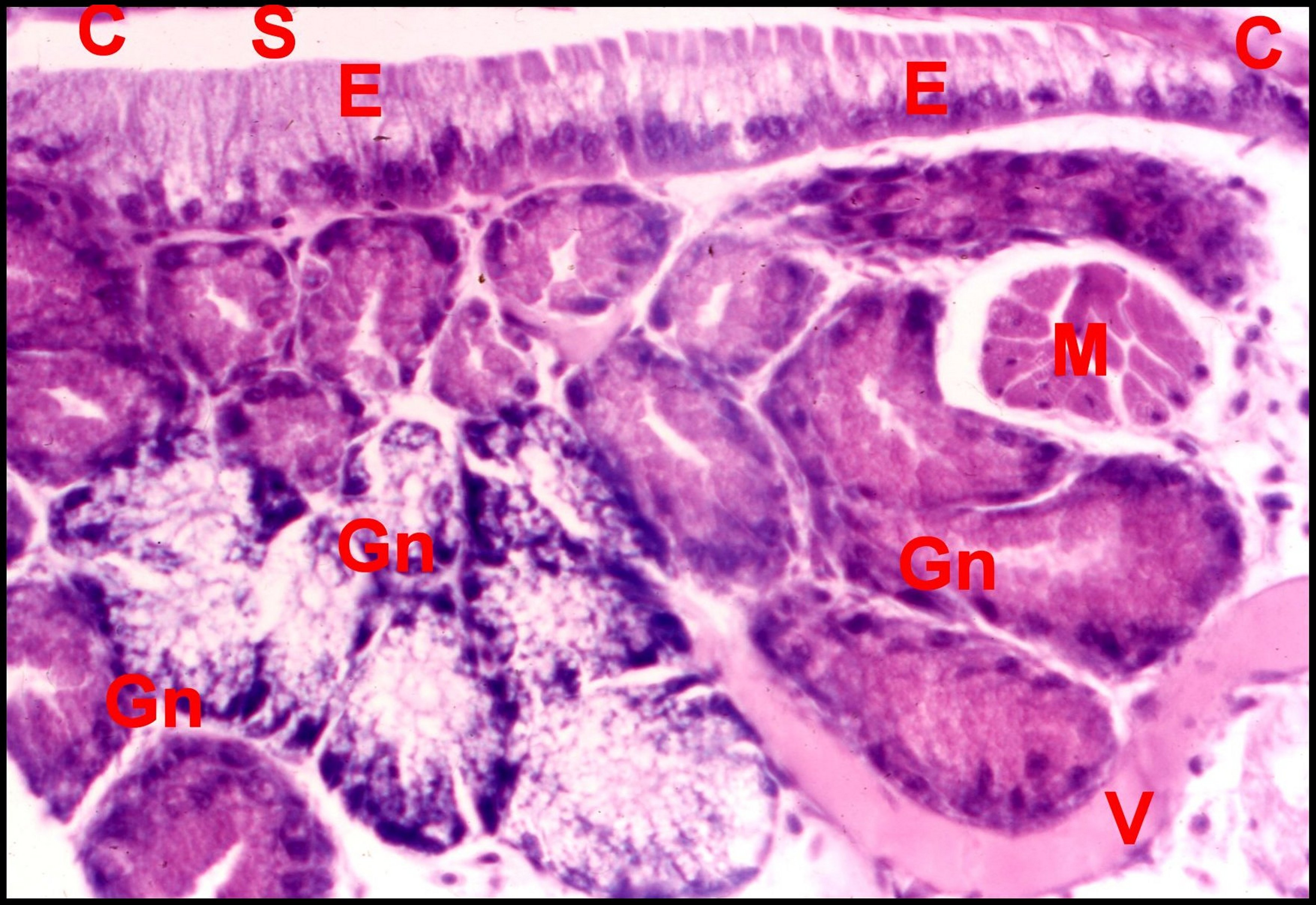
Fig.1 - Araniella cucurbitina, mâle : lame maxillaire ou gnathocoxe, vue partielle.C, cuticule - E, épithélium glandulaire - Gn, glandes "salivaires" gnathocoxales - M, muscle - S, cavité sous-cuticulaire - V, vaisseau. (A.Lopez, C.H.)

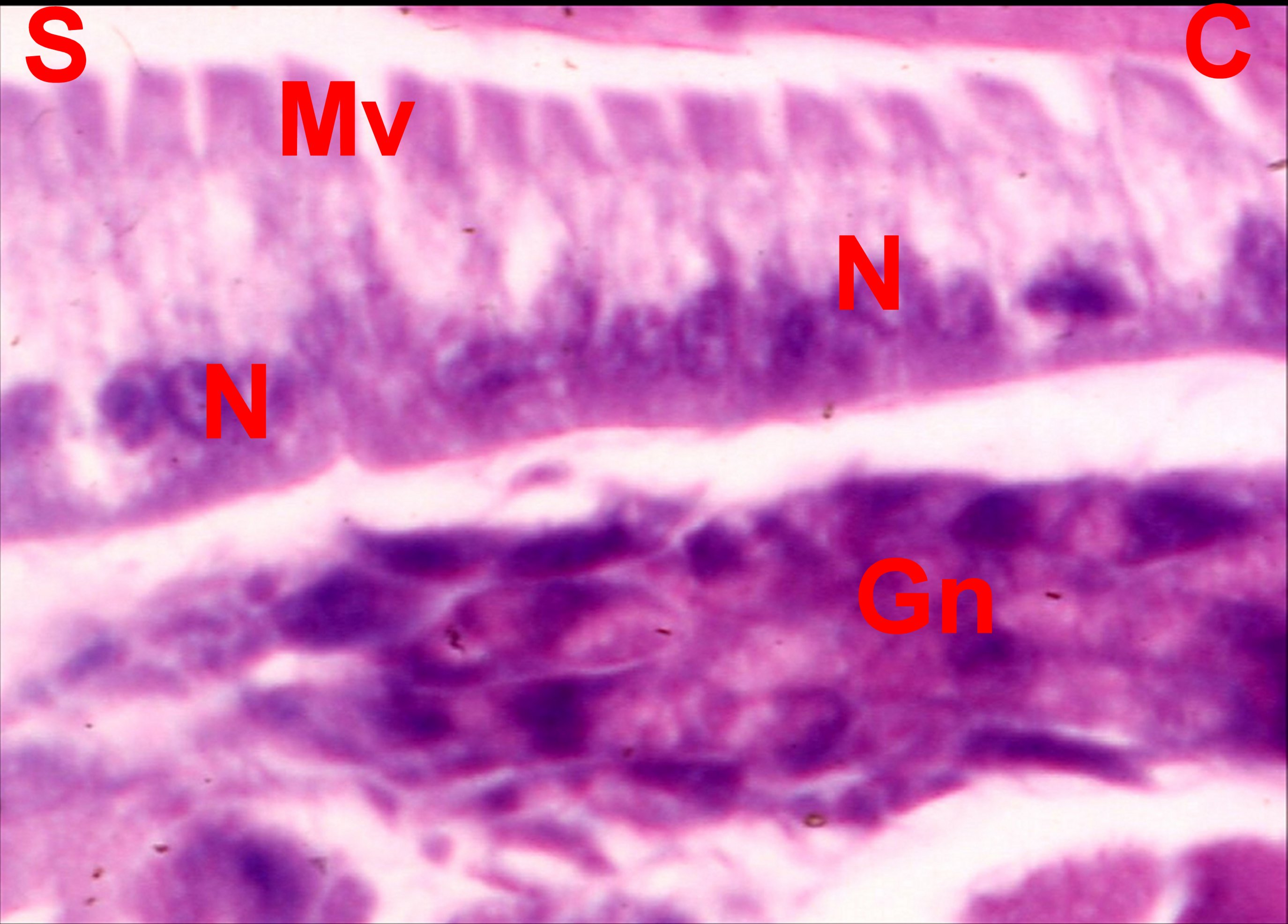
Fig.2 - Araniella cucurbitina, mâle : épithélium glandulaire buccal, détail. C, cuticule - Gn, glande "salivaire" gnathocoxale - Mv, faisceaux de microvillosités aux pôles apicaux des adénocytes - N, noyaux de ces derniers - S, cavité sous-cuticulaire (A.Lopez, C.H.)

Les cellules sont pourvues de noyaux oblongs tous situés au même niveau et montrent un cytoplasme plus ou moins granuleux, vacuolaire (Fig.2), avec parfois des inclusions jaunâtres, et  dont l’aspect évoque une activité glandulaire, sans permettre toutefois de l’affirmer. Les pôles apicaux sont pourvus d'une "brosse",  faisceaux de microvilli vraisemblables.

## Ultrastructure
Les premières études ultrastructurales du tégument gnathocoxo-labial, ont utilisé comme matériel Leptoneta microphthalma et surtout Wendilgarda mustelina arnouxi dont la glande labiosternale a fait l'objet d'une étude séparée.
L’aspect ultrastructural de l'épithélium gnathocoxo-labial est celui d’un épiderme sécréteur que surmonte un revêtement cuticulaire modifié.

### Epithélium
Il est  formé par des cellules toutes semblables, présentant des caractères d’adénocytes mais dépourvues de canalicules excréteurs comme celles de la glande rostrale. De ce fait, il ne comporte pas d’unités glandulaires structurées contrairement à la glande clypéale ou acronale.

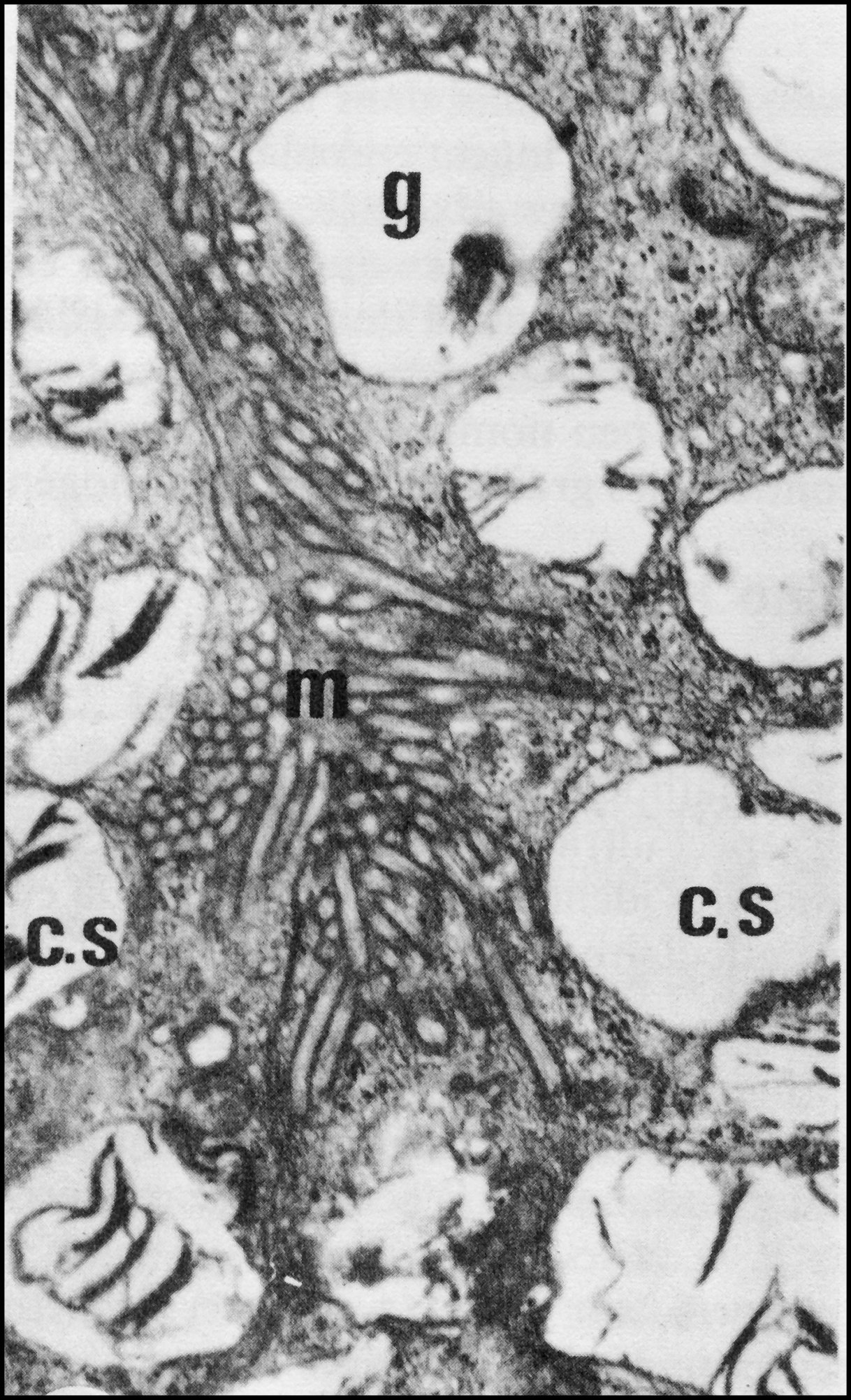
Fig.3 - Wendilgarda mustelina arnouxi : adénocytes buccaux. Cs, partie de cellule sécrétrice (adénocyte) - g, grain de sécrétion - m, microvillosités (A.Lopez, M.E.T.).

L’adénocyte est allongé et étroit. Son pôle basal est découpé par des invaginations du plasmalemme en fines languettes rappelant des prolongements podocytaires. Il repose sur une lamina continue, finement granulaire, pouvant être plaquée contre celle des acini de glandes gnathocoxales (“ glandes salivaires ”) adjacentes.
Son pôle apical (Fig.3) est fortement convexe et garni, sur toute sa surface, de microvillosités petites, irrégulières, enchevêtrées, renfermant des microfilaments et s’accolant, par place à celles d’adénocytes voisins ; elles bordent un espace extracellulaire séparant les adénocytes de la cuticule sus-jacente  ou s’accolent à cette dernière.
Les faces latérales sont à peu près planes, ne s’engrènent pas les unes dans les autres  et remontent beaucoup moins haut que le sommet du pôle apical. Elles sont réunies entre elles par de petites jonctions.
Le noyau ovoïde siège dans le tiers basal de la cellule, contient un petit nucléole central d’aspect réticulé et une chromatine assez abondante, disposée en mottes irrégulières s’accolant à l’enveloppe nucléaire ou disséminées dans le nucléoplasme.
Les organites subcellulaires sont  des mitochondries longues et flexueuses, des ribosomes libres, des rosettes de glycogène et surtout,  un réticulum endoplasmique lisse extrêmement dense ainsi que des vésicules.

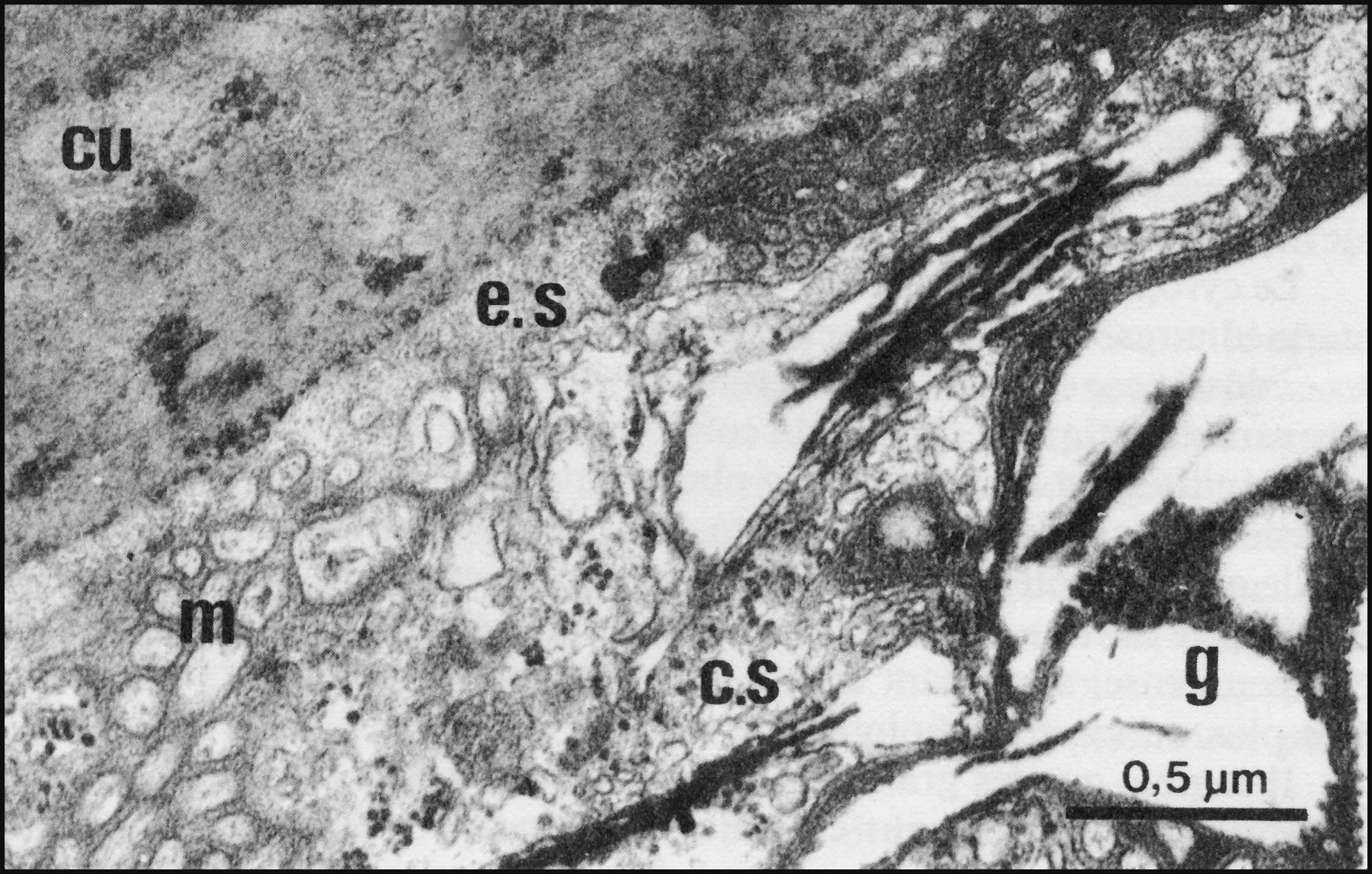
Fig.4 - Wendilgarda mustelina arnouxi : adénocytes buccaux (autre vue) et cuticule.cs, partie de cellule sécrétrice - cu, cuticule - e.s, espace sous-cuticulaire - g, grain de sécrétion - m, microvillosités en saillie dans l'espace sous-cuticulaire (A.Lopez, M.E.T.).

Ces dernières semblent prendre naissance à partir du réticulum lisse dilaté mais pourraient être aussi des éléments golgiens. Chez Leptoneta, elles nous ont paru arrondies, isolées ou confluentes, dépourvues de sécrétion ou contenant un matériel opaque marginal. En revanche, chez Wendilgarda, elles se présentent comme des grains de sécrétion nombreux, de contour irrégulier, plus ou moins anguleux et adoptent même parfois une forme en plaquette ou en bâtonnet. La membrane qui les délimite est fine et nettement dessinée. Le contenu du grain est un matériel peu dense, s’accolant à cette membrane et formant des lamelles superposées en piles plus ou moins disjointes (Fig.3). Il semble que les grains s’ouvrent parfois les uns dans les autres et libèrent leur contenu dans l’espace extracellulaire (Fig.4).
Ce dernier forme une cavité très réduite s’interposant entre la cuticule (cavité sous-cuticulaire) et les pôles apicaux des adénocytes qu’elle sépare également les uns des autres jusqu’à la hauteur des jonctions et a un contenu de même densité que celui des grains de sécrétion.

### Cuticule
Elle est ajourée par un ensemble de fenestrations nombreuses  responsables de son aspect “strié” dans les coupes histologiques. Ces fenestrations 

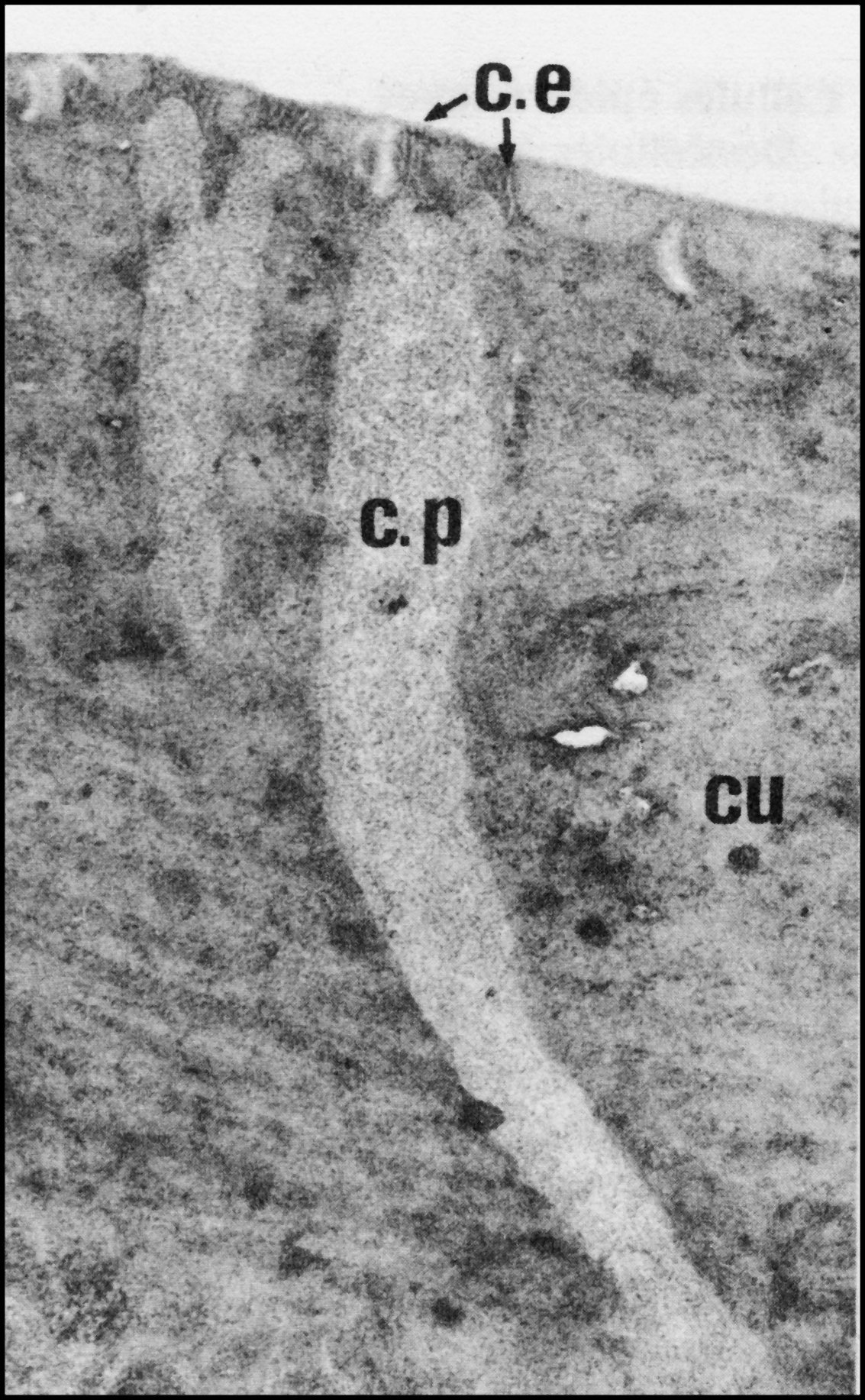
Fig.5 - Wendilgarda mustelina arnouxi : cuticule buccale. c.e, canalicules épicuticulaires - cp, canal poraire - cu, cuticule (A.Lopez, M.E.T.).

correspondent à des canaux poraires (pores-canaux) évoquant ceux décrits dans la cuticule des insectes. Ils sont assez mal limités chez Leptoneta, plus nets chez Wendilgarda (Fig.5), irréguliers, à peu près parallèles mais plus ou moins ramifiés. Ils ne s’ouvrent pas directement à l’extérieur, semblent buter contre l’épicuticule et se résolvent, pour la traverser, en un faisceau de canalicules extrêmement grêles (15 nm) ("wax channels”)(Fig.5 : flèches). Leur contenu est identique à celui de l’espace extracellulaire (cavité sous-cuticulaire).

## Commentaires

### Caractères anatomiques
Sur le plan anatomique, l’étude ultrastructurale des coussinets “hypodermiques” gnathocoxaux montre qu’il s’agit bien de glandes tégumentaires. L’opinion de Legendre basée sur la seule histologie et selon laquelle leurs “ cellules épithéliales présentent tous les caractères de cellules glandulaires exocrines ”se trouve ainsi confirmée.
De plus, ces mêmes éléments, recouverts par la cuticule comme des cellules “ hypodermiques” banales, peuvent être rattachés aux glandes tégumentaires arthropodiennes de classe 1 telles que Noirot et Quennedey  (1974) les ont définies chez les Insectes (Schéma)

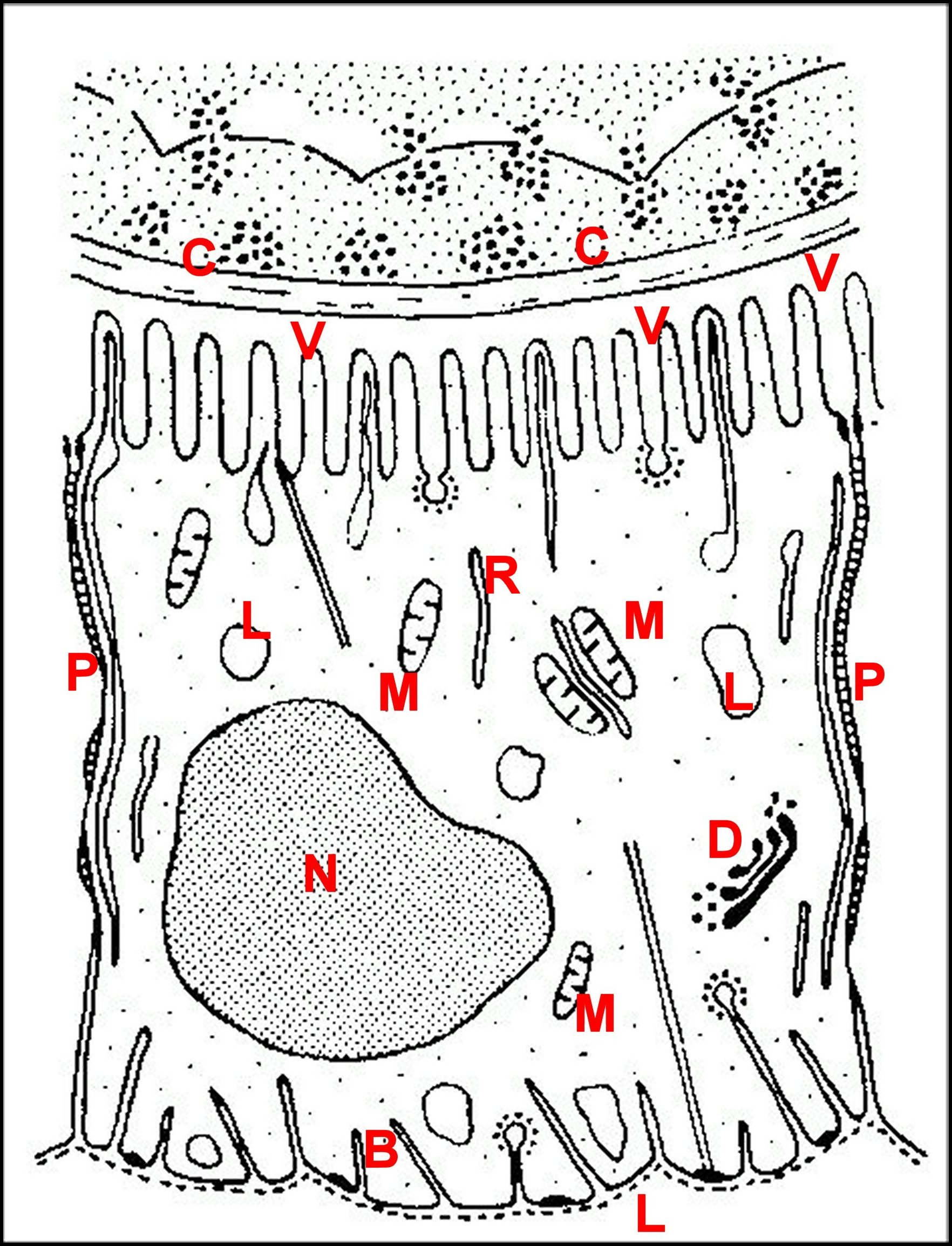
Glande épidermique classe 1

L’adénocyte est recouvert par la cuticule et sa sécrétion doit traverser cette barrière pour être émise à l’extérieur. Chez les Araignées, d'autres glandes de classe 1 sont également connues dans les conduits de copulation de l'appareil génital femelle entélégyne, dans la spermathèque femelle et le tube séminifère mâle de Telema tenella,. Il s'agit toujours d'organes simples en "coussin" ou formant une paroi de canal.
Les glandes de classe 1 sont beaucoup plus répandues dans la classe des Insectes où leur différenciation est d'ailleurs plus poussée (invagination fréquente, association avec la classe 3), par exemple dans la glande de Gilson des Phryganes , les glandes frontales et sternales des Termites, la glande sternale tubuleuse des Coléoptères  Bathysciinae, les glandes à phéromones sexuelles de Bombyx mori, les glandes cirières d'autres Lépidoptères
Cette sécrétion semble élaborée par le réticulum endoplasmique lisse. Toutefois, on sait par ailleurs que dans de nombreuses glandes exocrines d’Insectes (salivaires, dermiques, annexes du tractus génital), l’appareil de Golgi, non disposé en dictyosomes, paraît uniquement formé de vésicules. Il en est probablement de même pour les glandes péribuccales où  les amas vésiculaires marqueraient l’emplacement de réseaux transgolgiens. La sécrétion y est  concrétée en lamelles chez Wendilgarda mustelina arnouxi, peut-être aussi chez Leptoneta  où l’aspect différent des vésicules ne traduirait qu’un autre stade du même processus sécrétoire.
Quoi qu’il en soit, elle est très différente des grains de pigment ou de guanine. De plus, l’abondance du réticulum lisse suggère que des lipides en forment au moins une partie. Elle est émise à l’extérieur par les canaux poraires et les canalicules épicuticulaires.
Sur le plan ultrastructural, les glandes des gnathocoxae et du labium s’apparentent donc à la l'organe rostral dont les adénocytes possèdent, eux aussi, un réticulum endoplasmique lisse abondant.

### Caractères fonctionnels
Sur le plan fonctionnel, leur sécrétion pourrait jouer un rôle de lubrifiant dans des zones soumises aux frottements comme  déjà envisagé chez les Tegenaria.
Elle pourrait intervenir aussi dans le nettoyage de la cavité buccale, dans la digestion extra-orale mais en aucun cas comme “ coussinet amortisseur ”, le cytosquelette des adénocytes étant trop peu développé, encore moins comme “ organe olfactif ”, hypothèse de Dahlen 1885.